# Требовље
Требовље (мкд. Требовле) је насеље у Северној Македонији, у средишњем делу државе. Требовље припада општини Македонски Брод.

## Географија
Насеље Требовље је смештено у средишњем делу Северне Македоније. Од седишта општине, градића Македонски Брод, насеље је удаљено 55 km северно.
Рељеф: Требовље се налази у области Порече, која обухвата средишњи део слика реке Треске. Дато подручје је изразито планинско. Насеље је положено на висовима изнад леве обале реке Треске, у најужем делу тока, у оквиру Поречке клисуре, која је на овом месту преграђена, па је образовано велико вештачко језеро. Западно од насеља уздиже се главно било Суве горе. Надморска висина насеља је приближно 1.000 метара.
Клима у насељу је планинска због знатне надморске висине.

## Историја
Почетком 20. века, као и Порече, становништво Требовља је било наклоњено српској народној замисли, па се месно становништво у изјашњавало Србима.

## Становништво
По попису становништва из 2002. године, Требовље је имало 13 становника.
Претежно становништво у насељу су етнички Македонци (100% према последњем попису).
Већинска вероисповест у насељу је православље.